# Guéné
Guéné ist ein Arrondissement im Departement Alibori in Benin. Es ist eine Verwaltungseinheit, die der Gerichtsbarkeit der Kommune Karimama untersteht. Gemäß der Volkszählung von 2013 hatte Guéné 38.542 Einwohner, davon waren 19.232 männlich und 19.310 weiblich.